# 이치조가
이치조 가(일본어: 一条家 이치죠케[*])는 일본의 공가 가문으로서 오대 섭관가 중 하나이다.
후지와라 북가 구조류에 속한다. 구조가와 적류의 자리를 두고 대립했다. 가마쿠라 시대의 후지와라노 다다미치의 삼남 사네쓰네를 중시조로 한다. 서열상 고노에가에 이어 구조가와 동격이며, 니조가와 다카쓰카사 가보다 우위에 있었다. 에도 시대의 가독은 처음에는 1천 석, 후에 1천 5백 석으로 가중되었다. 메이지 유신 후에는 공작가가 되었다.
무로마치 시대의 이치조 가네요시는 정치 외에 학문과 문화 활동도 남겼다. 또 센고쿠 시대에는 이치조 노리후사가 오닌의 난을 계기로 영지였던 도사로 하향하여 분가, 센고쿠 다이묘화하여 도사 이치조 씨로 독립했다. 에도 시대 초기에는 관백 이치조 아키요시의 차남 후유모토가 다이고가(가격은 청화가)를 창립해 분가했다. 막말 시기에는 당주 이치조 다다카의 삼녀 마사코가 메이지 천황과 결혼해 쇼켄 황태후가 되었다.
이치조 아키요시의 친아버지는 고요제이 천황으로(황별섭가), 이치조가는 천황가의 피를 잇고 있다.